# Лаковіца
Лаковіца (ест. Lakovitsa) — село в Естонії, входить до складу волості Виру, повіту Вирумаа. До 2017 року входило до складу волості Симерпалу.